# Сабир, Зордун
Зордун Сабир (уйг. زوردۇن سابىر‎; 1937, Кульджа — 13 августа 1998) — уйгурский писатель. Автор трилогии «Анаюрт» (Родина), посвящённой историческим событиям XX века, развивавшимся в Центральной Азии. В прозе Сабира отражен национальный этос уйгурского народа. Испытал влияние Толстого и Горького, с творчеством которых был знаком в китайских переводах.

## Публикации
- Сабир З. Анаюрт. — Алматы: Наш Мир, 2006.